# 全国霊感商法対策弁護士連絡会
全国霊感商法対策弁護士連絡会（ぜんこくれいかんしょうほうたいさくべんごしれんらくかい、英称：National Network of Lawyers Against Spiritual Sales）は、「世界平和統一家庭連合、旧称・世界基督教統一神霊協会」、通称・統一協会または統一教会）による「霊感商法」被害の根絶および被害者救済に取り組む弁護士によるネットワーク組織。略称は「全国弁連」。

## 概要・沿革
1987年2月に東京の弁護士らが「霊感商法被害救済担当弁護士連絡会」（被害弁連）を結成し、同年5月に全国の約300名の弁護士が全国組織として「全国霊感商法対策弁護士連絡会」を結成。「被害弁連」は主力組織としてその傘下に入る。常設の事務所を持ち、統一教会に関する情報収集および情報発信を行い、電話相談に応じている。統一教会関連以外の相談にも応じるとしている。また、官公庁またはマスコミへの働きかけも行っている。特定政党や特定の政治勢力と連携することはないとしている。
2013年12月24日、統一教会の信者である桜田淳子の芸能活動復帰に対して、統一教会の被害者とともに復帰に反対する表明を行った。
2021年9月12日、統一教会のフロント組織の天宙平和連合 (UPF)が韓国・清平で大規模な信者集会「希望前進大会」を開催。この集会に元内閣総理大臣の安倍晋三は、韓鶴子総裁と教理を称えるビデオメッセージを送った。9月17日、全国弁連は、統一教会に「お墨付き」を与え反社会活動を容易にすることになるとして、安倍に対し、統一教会とその関係団体に祝辞や祝電を送らないように求める抗議文を公開した。
全国霊感商法対策弁護士連絡会によると、1987年から2021年までの霊感商法による「被害件数」は3万4537件で「被害総額」は約1237億円に上り、物販には壺・印鑑・朝鮮人参濃縮液などが用いられている。
2022年7月11日、統一教会の日本教会会長の田中富広が、3日前の安倍晋三銃撃事件に関する会見を開いた。翌7月12日、全国弁連は団体としての見解を発表する会見を開催した。
同年10月11日、全国弁連は、永岡桂子文科相、葉梨康弘法相、甲斐行夫検事総長に対し、統一教会の宗教法人格を剥奪する解散命令を裁判所に請求するよう求める申入書を郵送した。10月17日、全国統一協会被害者家族の会や教団の元2世信者らは、ウェブサイト「Change.org」で、全国弁連の解散命令請求の申し入れを支持し、解散を求めるオンライン署名活動を開始した。呼びかけ人にはオウム真理教家族の会代表の永岡弘行、日本基督教団カルト問題連絡会世話人の豊田通信、塚田穂高、鈴木エイト、内田樹、山口二郎らも名を連ねた
。
2023年10月、文科省は不法行為責任を認めた民事訴訟の判決32件や、和解や示談が成立したケースで献金被害規模が約204億円（被害者約1,550人）に上るとして解散を請求した。

## 代表世話人
- 平岩敬一
- 郷路征記
- 中村周而
- 河田英正
- 山口広

## 主な活動弁護士
- 川井康雄（事務局長）
- 渡辺博（東京事務局長）
- 紀藤正樹（事務局長代行）